# Edificio El Comercio
El edificio El Comercio es una edificación de 49 metros de estilo art decó ubicada en una zona céntrica de la ciudad de La Plata, capital de la Provincia de Buenos Aires, en la República Argentina.

## Historia
Inaugurado en 1938, fue diseñado por el estudio de arquitectos Sánchez, Lagos y de la Torre, los mismos que habían realizado, pocos meses antes, el destacado edificio Kavanagh en la Ciudad de Buenos Aires.

## Ubicación
Se encuentra sobre la céntrica Avenida 7, en una zona muy transitada ubicada entre la Plaza Italia y la Plaza San Martín (sede del gobierno provincial).

## Estructura
De tamaño modesto pero bien resuelto, el edificio está formado por dos cuerpos y un remate. Siguiendo las normas globales de su estilo arquitectónico, el edificio posee pilastras entre las columnas de ventanas.